# Psalidognathus modestus
Psalidognathus modestus es una especie de escarabajo longicornio del género Psalidognathus, tribu Prionini, subfamilia Prioninae. Fue descrita científicamente por Fries en 1834.

## Descripción
Mide 44-85 milímetros de longitud.

## Distribución
Se distribuye por Colombia, Costa Rica, Ecuador, Panamá y Venezuela.